# Władimir Romanowski (kajakarz)
Władimir Wacławowicz Romanowski (ros. Владимир Вацлавович Романовский; ur. 21 czerwca 1957 w Słonimiu, zm. 13 maja 2013 w Mińsku) – radziecki kajakarz (Białorusin). Dwukrotny medalista olimpijski z Montrealu.
W 1976 jedyny raz startował na Igrzyskach Olimpijskich. W kajakowych dwójkach zdobył wówczas medal zarówno na dystansie 500, jak i 1000 metrów. Triumfował na 1000 metrów, był drugi na dwukrotnie krótszym dystansie. Partnerował mu Serhij Nahorny. Stawał na podium mistrzostw świata, sięgając po dwa złote medale (K-2 10 000 m: 1981, K-4 10 000 m: 1982) i jeden brąz (K-2 1000 m: 1977). Był mistrzem ZSRR.